# Елкфорд
Елкфорд (англ. Elkford) — окружний муніципалітет в Канаді, у провінції Британська Колумбія, у складі регіонального округу Іст-Кутеней.

## Населення
За даними перепису 2016 року, окружний муніципалітет нараховував 2499 осіб, показавши скорочення на 1,0%, порівняно з 2011-м роком. Середня густина населення становила 23 осіб/км².
З офіційних мов обидвома одночасно володіли 80 жителів, тільки англійською — 2 405, а 10 — жодною з них. Усього 130 осіб вважали рідною мовою не одну з офіційних, з них 5 — одну з корінних мов.
Працездатне населення становило 69,2% усього населення, рівень безробіття — 5,4% (5,9% серед чоловіків та 4,6% серед жінок). 92,7% осіб були найманими працівниками, а 7,3% — самозайнятими.
Середній дохід на особу становив $67 219 (медіана $56 704), при цьому для чоловіків — $91 491, а для жінок $39 257 (медіани — $98 432 та $22 992 відповідно).
34,2% мешканців мали закінчену шкільну освіту, не мали закінченої шкільної освіти — 15,1%, 50,7% мали післяшкільну освіту, з яких 15,7% мали диплом бакалавра, або вищий.
| Статево-вікова структура населення | Статево-вікова структура населення | Статево-вікова структура населення | Статево-вікова структура населення | Статево-вікова структура населення |
| ---------------------------------- | ---------------------------------- | ---------------------------------- | ---------------------------------- | ---------------------------------- |
|                                    |                                    |                                    |                                    |                                    |
| Всього                             | Всього                             | 53,8%46,2%                         |                                    |                                    |
| 0 — 14 років                       | 0 — 14 років                       |                                    | 21,6%                              | 21,6%                              |
| 15 — 64 років                      | 15 — 64 років                      |                                    | 69,1%                              | 69,1%                              |
| 65 і більше                        | 65 і більше                        |                                    | 9,4%                               | 9,4%                               |
| 85 і більше                        | 85 і більше                        |                                    | 0,2%                               | 0,2%                               |
| Середній вік (років)               | Середній вік (років)               | 38,136,6                           | 37,4                               | 37,4                               |
| Медіана (років)                    | Медіана (років)                    | 39,336,8                           | 38,0                               | 38,0                               |
| — чоловіки — жінки                 |                                    |                                    |                                    |                                    |

| Походження мешканців:     | Походження мешканців:     | Походження мешканців: | Походження мешканців: | Походження мешканців: |
| ------------------------- | ------------------------- | --------------------- | --------------------- | --------------------- |
| Походження                |                           |                       | осіб                  | %                     |
| Корінні американці        | Корінні американці        |                       | 240                   | 9.6%                  |
| Інше північноамериканське | Інше північноамериканське |                       | 940                   | 37.6%                 |
| Європейське               | Європейське               |                       | 1 990                 | 79.6%                 |
| британське                | британське                |                       | 1 430                 | 57.2%                 |
| французьке                | французьке                |                       | 415                   | 16.6%                 |
| українське                | українське                |                       | 230                   | 9.2%                  |
| Африканське               | Африканське               |                       | 30                    | 1.2%                  |
| Азійське                  | Азійське                  |                       | 70                    | 2.8%                  |
| Океанійське               | Океанійське               |                       | 30                    | 1.2%                  |

| Зайнятість населення за галузями (за класифікацією NOC): | Зайнятість населення за галузями (за класифікацією NOC): | Зайнятість населення за галузями (за класифікацією NOC): | Зайнятість населення за галузями (за класифікацією NOC): | Зайнятість населення за галузями (за класифікацією NOC): |
| -------------------------------------------------------- | -------------------------------------------------------- | -------------------------------------------------------- | -------------------------------------------------------- | -------------------------------------------------------- |
|                                                          |                                                          |                                                          |                                                          |                                                          |
| Управління                                               | Управління                                               |                                                          | 5,7%                                                     | 5,7%                                                     |
| Бізнес, фінанси та адміністрування                       | Бізнес, фінанси та адміністрування                       |                                                          | 9,2%                                                     | 9,2%                                                     |
| Природничі та прикладні науки                            | Природничі та прикладні науки                            |                                                          | 5,7%                                                     | 5,7%                                                     |
| Охорона здоров'я                                         | Охорона здоров'я                                         |                                                          | 3,4%                                                     | 3,4%                                                     |
| Освіта, правозахист, муніципальні та урядові служби      | Освіта, правозахист, муніципальні та урядові служби      |                                                          | 4,6%                                                     | 4,6%                                                     |
| Мистецтво, культура, відпочинок та спорт                 | Мистецтво, культура, відпочинок та спорт                 |                                                          | 1,1%                                                     | 1,1%                                                     |
| Роздрібна торгівля та послуги                            | Роздрібна торгівля та послуги                            |                                                          | 18,4%                                                    | 18,4%                                                    |
| Гуртова торгівля, транспорт та обладнання                | Гуртова торгівля, транспорт та обладнання                |                                                          | 38,3%                                                    | 38,3%                                                    |
| Природні ресурси, сільське господарство                  | Природні ресурси, сільське господарство                  |                                                          | 8,8%                                                     | 8,8%                                                     |
| Виробництво                                              | Виробництво                                              |                                                          | 4,2%                                                     | 4,2%                                                     |

## Клімат
Середня річна температура становить 2,4°C, середня максимальна – 18°C, а середня мінімальна – -16,9°C. Середня річна кількість опадів – 616 мм.
| Клімат поселення                              | Клімат поселення | Клімат поселення | Клімат поселення | Клімат поселення | Клімат поселення | Клімат поселення | Клімат поселення | Клімат поселення | Клімат поселення | Клімат поселення | Клімат поселення | Клімат поселення | Клімат поселення |
| Показник                                      | Січ.             | Лют.             | Бер.             | Квіт.            | Трав.            | Черв.            | Лип.             | Серп.            | Вер.             | Жовт.            | Лист.            | Груд.            |                  |
| Середній максимум, °C                         | −3,21            | −0,08            | 4,10             | 8,94             | 13,91            | 17,89            | 17,86            | 17,98            | 13,10            | 8,08             | 0,38             | −4,52            |                  |
| Середня температура, °C                       | −10,06           | −6,94            | −2,76            | 2,08             | 7,03             | 11,02            | 13,77            | 13,91            | 9,01             | 4,00             | −3,71            | −8,62            |                  |
| Середній мінімум, °C                          | −16,94           | −13,8            | −9,62            | −4,79            | 0,17             | 4,15             | 9,67             | 9,80             | 4,91             | −0,08            | −7,81            | −12,71           |                  |
| Норма опадів, мм                              | 46               | 36               | 45               | 45               | 61               | 82               | 56               | 44               | 49               | 42               | 61               | 49               |                  |
| Середньомісячна швидкість вітру, м/с          | 3.83             | 3.44             | 3.74             | 3.63             | 3.48             | 3.35             | 3.08             | 2.90             | 3.11             | 3.52             | 3.78             | 3.66             |                  |
| Середньомісячна сонячна радіація, кДж/м²·день | 4078             | 7676             | 12397            | 16710            | 20116            | 21419            | 23127            | 19928            | 14043            | 8443             | 4243             | 3164             |                  |
| --------------------------------------------- | ---------------- | ---------------- | ---------------- | ---------------- | ---------------- | ---------------- | ---------------- | ---------------- | ---------------- | ---------------- | ---------------- | ---------------- | ---------------- |
| Джерело:                                      |                  |                  |                  |                  |                  |                  |                  |                  |                  |                  |                  |                  |                  |